# Urobarba longicauda
Urobarba longicauda is een vlinder uit de familie zakjesdragers (Psychidae). De wetenschappelijke naam van deze soort is voor het eerst geldig gepubliceerd in 1888 door Warren.